# Cornelis Jord Ruijgh
Cornelis Jord Ruijgh (Rufname: Kees; * 28. November 1930 in Amsterdam; † 16. April 2004 ebenda) war ein niederländischer Klassischer Philologe und Sprachwissenschaftler.

## Leben
Ruijgh studierte von 1948 bis 1953 Klassische Philologie an der  Universität Amsterdam. Anschließend verbrachte er ein Studienjahr an der École normale supérieure, Paris, bei Pierre Chantraine. Die Promotion erfolgte 1957 aufgrund einer Proefschrift (Dissertation) über das achäische Element in der epischen Sprache. Danach wurde er Mitarbeiter am Institut für Griechische Sprachwissenschaft der Universität Amsterdam. Nach der Veröffentlichung seines zweiten Buches über das mykenische Griechisch (Linear B)  (1967) wurde er 1969 zum ordentlichen Professor für Griechische Sprachwissenschaft, insbesondere für Mykenologie und Dialektologie ernannt. 1995 wurde er emeritiert. 2004 verstarb er auf einer Bank im Vondelpark.
Ruijgh war unter anderem Mitherausgeber der Zeitschrift Mnemosyne. 1971 wurde er zum Mitglied der Königlich Niederländischen Akademie der Wissenschaften (KNAW) gewählt.
Sein Hauptarbeitsgebiet war die altgriechische Sprachwissenschaft, insbesondere das mykenische Griechisch und die Dialektologie. Sein Hauptwerk befasst sich auf über 1000 Seiten mit dem Gebrauch der altgriechischen enklitischen Partikel τε, die hauptsächlich im Homerischen Epos auf ungewöhnliche Weise im Vergleich zum Klassischen Griechisch verwendet wird. Von den genannten drei Buchpublikationen abgesehen, erschienen seine Arbeiten in Gestalt von Aufsätzen und ausführlichen Buchbesprechungen, die in seinen Scripta minora versammelt sind.

## Schriften (Auswahl)
- L’élément achéen dans la langue épique. Van Gorcum/Hak/Prakke, Assen 1957.
- Études sur la grammaire et le vocabulaire du grec mycénien. Hakkert, Amsterdam 1967.
- Autour de “τε épique”. Études sur la syntaxe grecque. Hakkert, Amsterdam 1971.
- Scripta minora ad linguam Graecam pertinentia (zwei Teile). Gieben, Amsterdam 1991 und 1996.